# Charles Yeager
Charles Elwood "Chuck" Yeager (Myra, 13 de fevereiro de 1923 – Los Angeles, 7 de dezembro de 2020), foi um ás da aviação estadunidense e piloto de testes recordista que em 1947 se tornou o primeiro piloto na história confirmou ter excedido a velocidade do som em voo nivelado. Foi selecionado dentre os 125 pilotos para voar no X-1. Em 14 de outubro de 1947, quebrou a barreira do som acima da cidade de Victorville, Califórnia. Durante os anos 1950, voou em muitas aeronaves de teste para a Força Aérea e investigou vários acidentes.

## Biografia
Yeager foi criado em Hamlin, West Virginia. Sua carreira começou na Segunda Guerra Mundial como soldado do Exército dos Estados Unidos, designado para as Forças Aéreas do Exército em 1941. Depois de servir como mecânico de aeronaves, em setembro de 1942, ingressou no treinamento de piloto alistado e após a formatura foi promovido a o posto de oficial de voo (a versão da Força Aérea do Exército da Segunda Guerra Mundial do subtenente do Exército), mais tarde alcançando a maioria de suas vitórias aéreas como piloto de caça P-51 Mustang na Frente Ocidental, onde ele foi creditado por derrubar 11,5 aeronaves inimigas (a metade do crédito é de um segundo piloto que o ajudou em um único abate). Em 12 de outubro de 1944, ele alcançou o status de "ás em um dia", derrubando cinco aeronaves inimigas em uma missão.
Após a guerra, Yeager tornou-se um piloto de testes e voou muitos tipos de aeronaves, incluindo aeronaves experimentais movidas a foguetes para o National Advisory Committee for Aeronautics (NACA). Através do programa NACA, ele se tornou o primeiro humano a quebrar oficialmente a barreira do som em 14 de outubro de 1947, quando voou o experimental Bell X-1 em Mach 1 a uma altitude de 45 000 pés (13 700 m), pelo qual ele ganhou os dois os troféus Collier e Mackay em 1948. Ele então quebrou vários outros recordes de velocidade e altitude nos anos seguintes. Em 1962, tornou-se o primeiro comandante da USAF Aerospace Research Pilot School, que treinou e produziu astronautas da NASA e da Força Aérea.
Yeager mais tarde comandou esquadrões de caças e alas na Alemanha, bem como no Sudeste Asiático durante a Guerra do Vietnã. Em reconhecimento às suas realizações e às excelentes classificações de desempenho dessas unidades, ele foi promovido a general de brigada em 1969 e introduzido no Hall da Fama da Aviação Nacional em 1973, aposentando-se em 1º de março de 1975. Sua carreira de voo de três guerras na ativa durou mais de 30 anos e o levou a muitas partes do mundo, incluindo a zona da Guerra da Coréia e a União Soviética durante o auge da Guerra Fria.
Yeager é referido por muitos como um dos maiores pilotos de todos os tempos, e ficou em quinto lugar na lista dos 51 Heróis da Aviação da Flying em 2013. Ao longo de sua vida, ele voou mais de 360 tipos diferentes de aeronaves ao longo de 70 período de um ano, e continuou a voar por duas décadas após a aposentadoria como piloto consultor da Força Aérea dos Estados Unidos.

## Morte
Yeager morreu em 7 de dezembro de 2020, em Los Angeles.